# ロブ・ロイ (カクテル)
ロブ・ロイ（英: Rob Roy Cocktail、英: Rob Roy）とは、スコッチ・ウイスキーを用いたカクテルの一種である。

## 名前の由来
18世紀スコットランドの義賊"赤毛のロバート"ことロバート・ロイ・マグレガーの通称ロブ・ロイに由来する。カクテルの創作者はロンドンのサヴォイ・ホテルのバーテンダー、ハリー・クラドック。別名「スコッチ・マンハッタン」。
1908年刊行のカクテルブック『The World's Drinks and How to Mix Them』（1908年、ウィリアム・T・ブースビー著）に掲載されている「Rob Roy Cocktail」ではサンフランシスコのJohnny Kentの作であるとしている。そのレシピは、オレンジ・ビターズ2dash、アンゴスチュラ・ビターズ2drop、フレンチ・ベルモット（ドライ・ベルモット）1/2、スコッチ・ウイスキー1/2であり、ステアで作る。また、『The World's Drinks and How to Mix Them』には別レシピのロブ・ロイ#2、ロブ・ロイ・ドライというカクテルも掲載されている。
『The Waldorf Astoria Bar Book』（Frank Caiafa著）では、1894年にニューヨークのヘラルド・スクエア・シアターで公演されたオペレッタの『ロブ・ロイ』のプレミア公演を記念してウォルドルフ＝アストリア（ウォルドルフ＝アストリアの前身）で考案されたと記されている。
日本では、1924年刊行の『カクテル（混合酒調合法）』、『コクテール』には既にロブ・ロイの記載がある。

## レシピの例
『サヴォイ・カクテル・ブック』掲載のレシピを以下に挙げる。
材料
- アンゴスチュラ・ビターズ - 1dash
- スコッチ・ウィスキー - 1/2
- イタリアン・ベルモット（スイート・ベルモット） - 1/2

作り方
1. 全ての材料をシェイクし、カクテル・グラスに注ぐ。

## 参考図書
- 若松誠志『ベストカクテル250』日本文芸社、2003年。ISBN 978-4537202113。
- チャールズ・シューマン 著　ギュンター・マッタイ 画／福西英三　松本みどり 訳『シューマン　バー・ブック』河出書房新社　2002年